# 曾剑
曾剑，浙江长兴人，中国电影摄影师和剪接师，2010年以《春风沉醉的夜晚》获第47届金马奖最佳剪辑奖。2014年以娄烨执导的盲人题材的电影《推拿》赢得第64届柏林电影节杰出艺术贡献（摄影）“银熊奖”、第51届金马奖最佳摄影奖和第九届亚洲电影大奖最佳摄影。2015年以《西藏天空》获得第30届金鸡奖最佳摄影奖。

## 主要电影
- 金碧辉煌 （2007）剪辑

- 春风沉醉的夜晚 （2009）摄影、剪辑
- 观音山 （2011）摄影、剪辑
- 浮城谜事 （2012）摄影
- 推拿 （2014）摄影
- 万物生长（2015）摄影
- 西藏天空（2015）摄影
- 一出好戏（2018）摄影
- 一部未完成的电影（2024）摄影